# جيف ووكر
جيف ووكر (بالإنجليزية: Geoff Walker)‏ (19 سبتمبر 1926 برادفورد المملكة المتحدة - 1 يناير 1997) هو لاعب كرة قدم بريطاني سابق كان يلعب كلاعب وسط.